# Zbigniew Głowacki (polityk)
Zbigniew Jan Głowacki (ur. 10 listopada 1931 w Tarnowskich Górach) – polski polityk, poseł na Sejm PRL VIII kadencji, docent doktor nauk humanistycznych.

## Życiorys
Syn Józefa i Salomei. W 1959 wstąpił do Polskiej Zjednoczonej Partii Robotniczej. Ukończył Wyższą Szkołę Nauk Społecznych przy KC PZPR w Warszawie (Wydział Historyczno-Socjologiczny). W Komitecie Wojewódzkim partii w Koszalinie w latach 1963–1971 pełnił funkcję najpierw instruktora, a następnie zastępcy kierownika Wydziału oraz kierownika Wydziału Propagandy. Od 1973 do 1975 był sekretarzem KW do spraw propagandy. Od 6 czerwca 1975 do 1977 był sekretarzem, a od 21 grudnia 1977 do 14 listopada 1980 I sekretarzem KW PZPR w Słupsku. Równocześnie od grudnia 1977 do grudnia 1980 kierował Prezydium Wojewódzkiej Rady Narodowej tamże. W latach 1980–1985 pełnił mandat posła na Sejm PRL VIII kadencji, reprezentując okręg Słupsk. Zasiadał w Komisji Oświaty i Wychowania, Komisji Kultury oraz w Komisji Oświaty, Wychowania, Nauki i Postępu Technicznego. Otrzymał Krzyż Oficerski Orderu Odrodzenia Polski.